# Beagle
Vous lisez un « article de qualité » labellisé en 2009.
Pour les articles homonymes, voir Beagle (homonymie).
Le beagle ([bigl] ou [bigəl]) est une race de chien originaire d’Angleterre, de taille petite à moyenne. Son apparence est similaire à celle du beagle-harrier bien qu'il soit plus petit, avec des pattes plus courtes et des oreilles plus longues. 
Le beagle est un chien courant, souvent utilisé en vénerie, et sélectionné pour la chasse au lapin, la chasse au chevreuil, au lièvre et plus généralement au gibier à poils. Il a un odorat très fin qui lui permet de servir en tant que chien de détection. Il est populaire comme chien de compagnie en raison de sa taille, de son tempérament et de son absence de problème de santé héréditaire. Ces caractéristiques en font aussi un animal de laboratoire.
Bien que de petits chiens courants aient existé il y a 2 000 ans, la race moderne a été développée en Grande-Bretagne dans les années 1830 à partir de différentes races, dont le talbot, le chien courant du Nord et le chien courant du Sud, races aujourd’hui disparues, et probablement le beagle-harrier.
Le beagle est dépeint depuis l’ère élisabéthaine en littérature, et plus récemment au cinéma, à la télévision et dans la bande dessinée (notamment avec le personnage de Snoopy).

## Étymologie et sémantique
La première apparition écrite du mot « beagle » remonte au XVe siècle avec le Livre de Saint Albans de Juliana Berners ; dans la littérature anglaise, il remonte à 1475 dans Esquire of Low Degree : dans les deux cas, le mot est employé comme un terme générique désignant des chiens courants de petite taille, et non pas la race de chien actuelle. On ne sait pas pourquoi le kerry beagle, noir et feu, présent en Irlande depuis l’ère celtique, a pris le nom d’un beagle : avec 56 à 61 cm à l’épaule, il ne peut être qualifié de petit chien courant.
L’origine du mot est incertaine, il pourrait dériver du français bégueule (de « béer » et de « gueule ») ou serait issu du mot celtique beag, qui signifie « petit », dont on retrouve la trace dans les mots begle en ancien anglais et beigh en ancien français. Le mot pourrait aussi provenir du français « beugler », en référence à la voix puissante du beagle. En français, l'orthographe « bigle » a été utilisée,, il s’agit d’une transcription phonétique partielle du terme anglais. La prononciation actuelle est [bigl] ou [bigəl].
En anglais, l'expression « singing beagle » (littéralement « beagle chantant »), employée par la reine Élisabeth Ire, fait référence à l'aboiement harmonieux du beagle. Le « beagling » est en revanche un terme de chasse qui signifie « chasser avec des beagles ». En français, on parle de « beagle Élizabeth » pour désigner une variété de beagle désormais disparue, qui était caractérisée par une très petite taille (moins de 25 cm de haut) ; les termes anglais désignant la même variété insistent plus sur cette miniaturisation (gloves Beagle, dwarf Beagle, pocket Beagle - littéralement beagle de sacoche, beagle nain, beagle de poche).

## Histoire

### Ancêtres du beagle

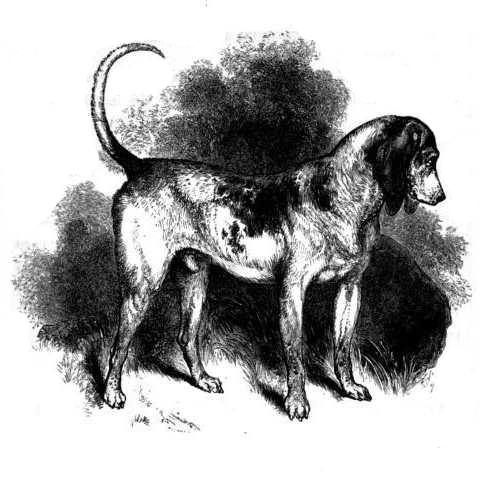
Le chien courant du Sud est peut-être un ancêtre du beagle.

Des chiens courants de petite taille, similaires au beagle moderne, sont présents dès l’époque de la Grèce ancienne. Ces chiens sont probablement importés en Bretagne romaine par les Romains, bien qu'aucun document ne l'atteste. On retrouve la trace de ces petits chiens de chasse dans les lois de la forêt royale de Knut Ier d'Angleterre : ils sont alors exemptés d’une ordonnance qui exigeait de mutiler une patte aux chiens pouvant courir derrière un daim. Si les lois de Knut sont authentiques, cela confirme que des chiens ressemblant aux beagles sont présents en Angleterre avant 1016 ; toutefois, celles-ci ont été peut-être inventées au Moyen Âge.
Au XIe siècle, Guillaume le Conquérant introduit le talbot en Grande-Bretagne. C’est une race au pelage presque entièrement blanc, lente, à la gorge profonde, proche du chien de Saint-Hubert. Un croisement avec des greyhounds, effectué dans le but d'accroître leur vitesse, donne naissance au chien courant du Sud (southern hound) et au chien courant du Nord (north country beagle), : au XVIIe siècle, ces deux races sont développées pour chasser le lièvre et le lapin.
Le chien courant du Sud, un chien grand, lourd, avec une tête carrée et de longues oreilles soyeuses, est commun au sud du Trent. Bien que lent, il est endurant et possède un odorat développé. Le chien courant du Nord est surtout élevé dans le Yorkshire et est commun dans les comtés du nord. Il est plus petit et plus rapide que le chien courant du Sud, moins lourd avec un museau plus pointu, mais son odorat est moins développé.
Au XVIIIe siècle, la chasse au renard devient de plus en plus populaire et ces deux races tendent à diminuer en nombre. Ces chiens typés beagle sont croisés avec des races plus imposantes, spécifiques à la chasse au cerf, pour produire le foxhound anglais. Les effectifs des chiens courants du gabarit du beagle diminuent et ces chiens sont alors proches de l’extinction : quelques fermiers assurent leur survie au travers de petites meutes spécialisées dans la chasse au lapin.

### Développement de la race moderne

#### Les meutes fondatrices

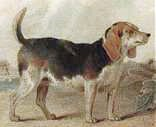
Cette image du XIXe siècle montre un beagle au corps plus lourd que l’actuel.

Le révérend Phillip Honeywood établit une meute de Beagle dans l’Essex dans les années 1830, formant la base de la race du beagle. Bien que les détails des lignées de cette meute ne soient pas enregistrés, des chiens courants du Nord et des chiens courants du Sud forment probablement la majeure partie de l’élevage. William Youatt suggère qu’une majorité de cette lignée de beagle est issue du harrier, mais l’origine de cette race est elle-même obscure. Quelques écrivains suggèrent encore que le sens pointu de l’odorat du beagle viendrait d’un croisement avec le kerry beagle.
Les beagles d’Honeywood sont petits (25 cm à l’épaule environ) et totalement blancs. Le prince consort Albert et lord Winterton, un joueur de cricket connu, ont aussi des meutes de beagles, et l’intérêt royal porté à cette race a probablement permis son retour, bien que la meute de Honeywood fut de meilleure qualité parmi les trois.
On attribue le crédit de développeur de la race à Honeywood, mais celui-ci produit des chiens pour la chasse uniquement : Thomas Johnson travaille à l’amélioration de la race afin d’avoir des chiens à la fois beaux et bons chasseurs.

#### Une race hétérogène
La race est d'abord fortement hétérogène. Des différences morphologiques, au niveau de l'attache des oreilles ou de la forme du museau et des lèvres, existent entre les meutes. En 1800, dans le Sportsman's Dictionnary, deux variétés sont distinguées selon leur taille : le beagle du Nord, de taille moyenne et le beagle du Sud légèrement plus petit,.

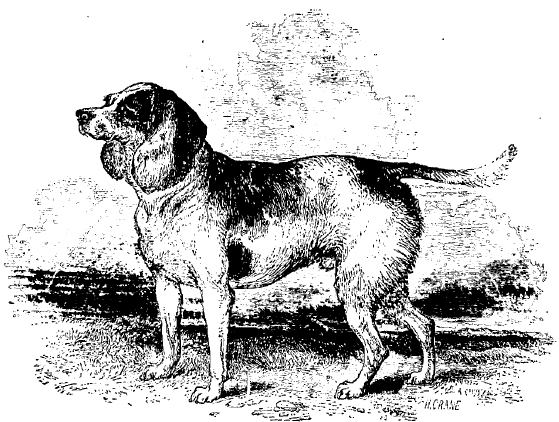
Beagle du Nord.
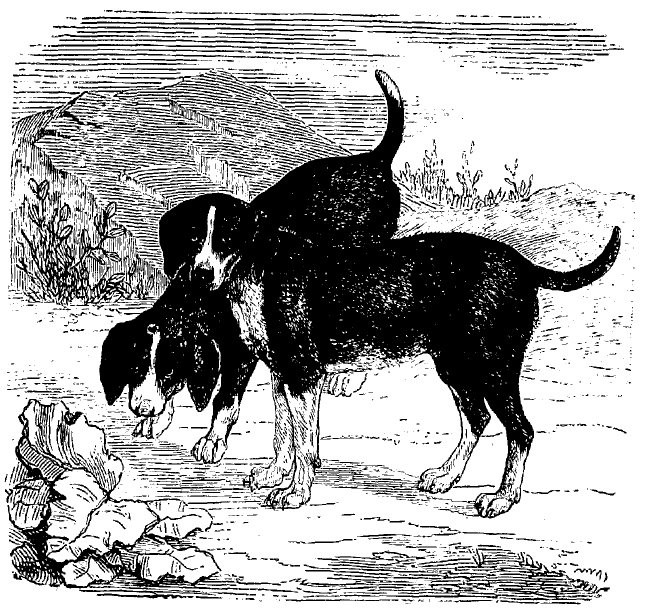
Beagle du Sud.

En plus des variations de taille, différents types de robes existent au milieu du XIXe siècle : il existe une variété à poil dur, présente au pays de Galles, et une à poil lisse. La première survit jusqu’au début du XXe siècle, et il reste des traces de sa présence lors d’expositions canines jusqu’en 1969, mais cette variété est à présent éteinte et a probablement été absorbée dans la lignée principale des beagles. Les couleurs sont elles aussi très variées : du beagle totalement blanc, au beagle blanc et noir ou blanc et orange en passant par le beagle blue mottled, moucheté gris et noir.

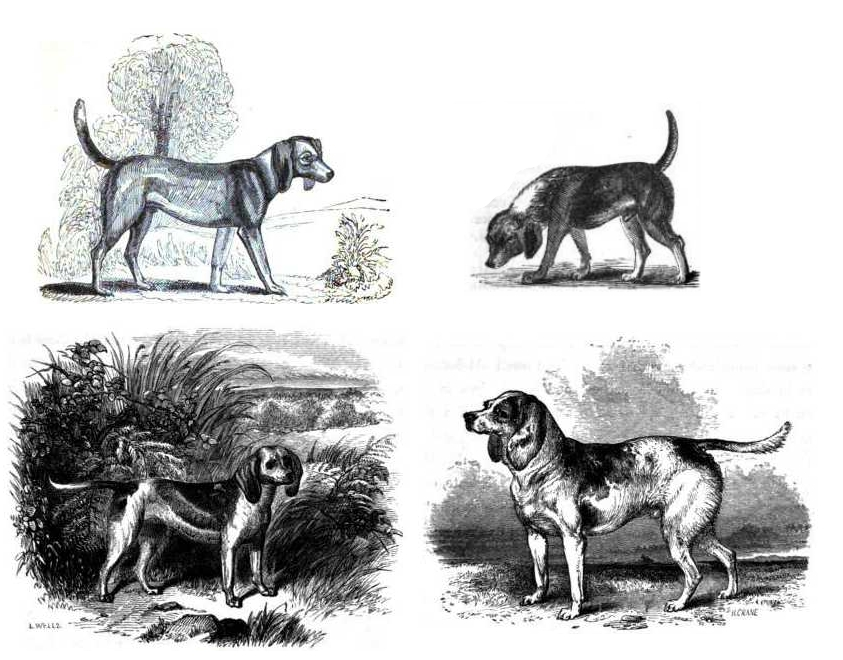
Quelques images des premiers beagles (dans le sens des aiguilles d'une montre, en partant d'en haut à gauche) : 1833, 1835, beagle de Stonehenge (1859) et beagle Élisabeth (1859).

Dans les années 1840, on commence à développer le standard du beagle mais il reste une large variation de taille, de tempérament et de fiabilité entre les meutes. En 1856, dans le Manuel des sports ruraux britanniques (Manual of British Rural Sports), « Stonehenge » divise toujours le beagle en quatre variétés : le medium beagle, le dwarf beagle ou lapdog beagle, le fox beagle (une version plus petite et lente du foxhound) et le beagle à poil dur, ou terrier beagle, qu’il définit comme un croisement entre l’une des trois variétés et une race de terrier écossais. Il donne aussi un début de standard :
« Le beagle mesure de 25 pouces (63,5 cm), ou même moins, jusqu'à 15 pouces (38,1 cm). Leur silhouette ressemble à celle du vieux chien courant du Sud en miniature, mais avec plus d'élégance et de beauté ; et leur style de chasse ressemble aussi à celui de ce chien courant, ».
En 1887, le beagle n’est plus en voie de disparition : il y a déjà dix-huit meutes en Angleterre. Le Beagle Club est formé en 1890 et le premier standard est écrit au même moment. L’année suivante, l’Association of Masters of Harriers and Beagles est formée au Royaume-Uni ; l'action de cette association combinée à celle du Beagle Club et aux expositions canines permet d'homogénéiser la race. En 1902, le nombre de meutes est de quarante-quatre.

#### Exportations

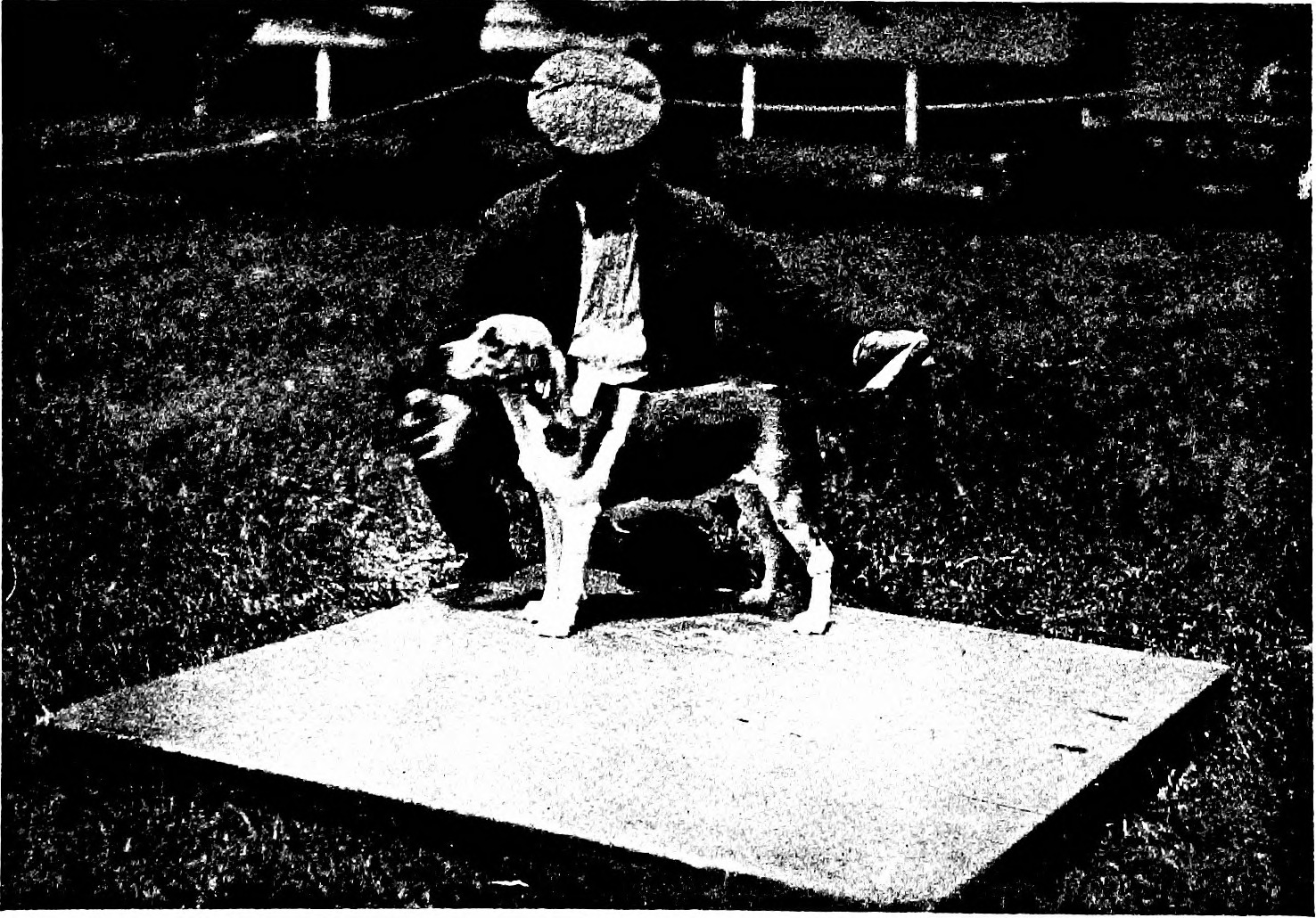
Un beagle présenté en exposition aux États-Unis au début des années 1900.

Le beagle est importé aux États-Unis au plus tard dans les années 1840, mais les premiers chiens sont destinés uniquement à la chasse et présentent une qualité esthétique variable : ils ressemblent à des teckels aux pattes rigides, avec une tête fragile. L’établissement d’une lignée de qualité commence dans les années 1870 quand le général Richard Rowett de l’Illinois importe quelques chiens d’Angleterre et commence un élevage. Les beagles de Rowett sont reconnus pour avoir servi de modèles au premier standard américain, écrit par Rowett, L. H. Twadell, et Norman Ellmore en 1887. Le beagle est accepté comme race par l’American Kennel club (AKC) en 1884.
En 1864, le beagle est apporté en France par Paul Caillard aux frères de Chabot. Ceux-ci offrent des individus au comte de Beauregard qui forme une meute réputée excellente à la chasse et permet le développement de la race dans tout le pays. Au XXe siècle, la race s’est répandue dans le monde entier.

### Vers la popularité auXXesiècle

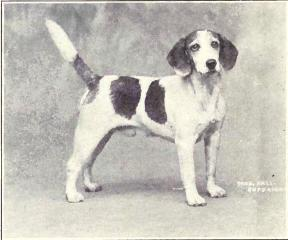
Un beagle au début du XXe siècle.

Dès sa formation, l’Association of Masters of Harriers and Beagles gère une exposition régulière à Peterborough qui a commencé en 1889, et le beagle club propose sa première exposition en 1896. Le beagle obtient toujours le succès jusqu’à la Première Guerre mondiale durant laquelle les expositions sont suspendues. Après la guerre, la race est à nouveau sur le point de s’éteindre : les derniers beagles Elizabeth sont probablement perdus à ce moment, et les enregistrements déclinent. Quelques éleveurs, notamment Reynalton Kennels, travaillent à faire revivre l’intérêt porté à ce chien, et au moment de la Seconde Guerre mondiale, la race se porte de nouveau mieux. Les enregistrements déclinent encore durant la guerre mais remontent immédiatement après.
Comme chien de race, le beagle a toujours été plus populaire aux États-Unis et au Canada que dans son pays d’origine. Le National Beagle Club of America est formé en 1888 et dès 1901, un beagle gagne un Best in show. Comme au Royaume-Uni, l’activité durant la Première Guerre mondiale est minimale, mais la race a repris vie plus vite en Amérique du Nord. En 1928, le beagle gagne de nombreux prix à l’exposition du Westminster Kennel Club et en 1939, le champion Meadowlark Draughtsman obtient le titre de chien américain de race le plus récompensé de l’année. En 1959, Derawunda Vixen gagne le Best in Show au Crufts. Le 12 février 2008, le beagle Uno, gagne la catégorie Best in show au Westminster Kennel Club pour la première fois de l’histoire de la compétition, puis la femelle « Miss P. » en 2015.
En Amérique du Nord, le beagle est classé dans les dix races les plus populaires depuis plus de trente ans. De 1953 à 1959, le beagle est la race la plus enregistrée de l’American Kennel Club, et en 2005 et 2006 il est classé cinquième sur un total de 155 races. Les mêmes années, il n’est que 28e et 30e au classement des enregistrements du Kennel Club. En France, le beagle est beaucoup moins populaire malgré une croissance des inscriptions au livre des origines français depuis quatre décennies : en 2007, il n’est que la 17e race de chien pour ce qui du nombre d'inscriptions (2 701 inscriptions). Le beagle est cependant le chien de catégorie 6 le plus produit en France (3 310 demandes d'inscription), avec une large avance sur le second, le basset hound (996 demandes d'inscription). La population totale sur le territoire français est estimée à 40 000 beagles.
| Année | Inscriptions au LOF, |
| ----- | -------------------- |
| 1976  | 1 357                |
| 1986  | 1 417                |
| 1996  | 1 708                |
| 2006  | 2 723                |
| 2008  | 2 966                |

## Standard

### Apparence

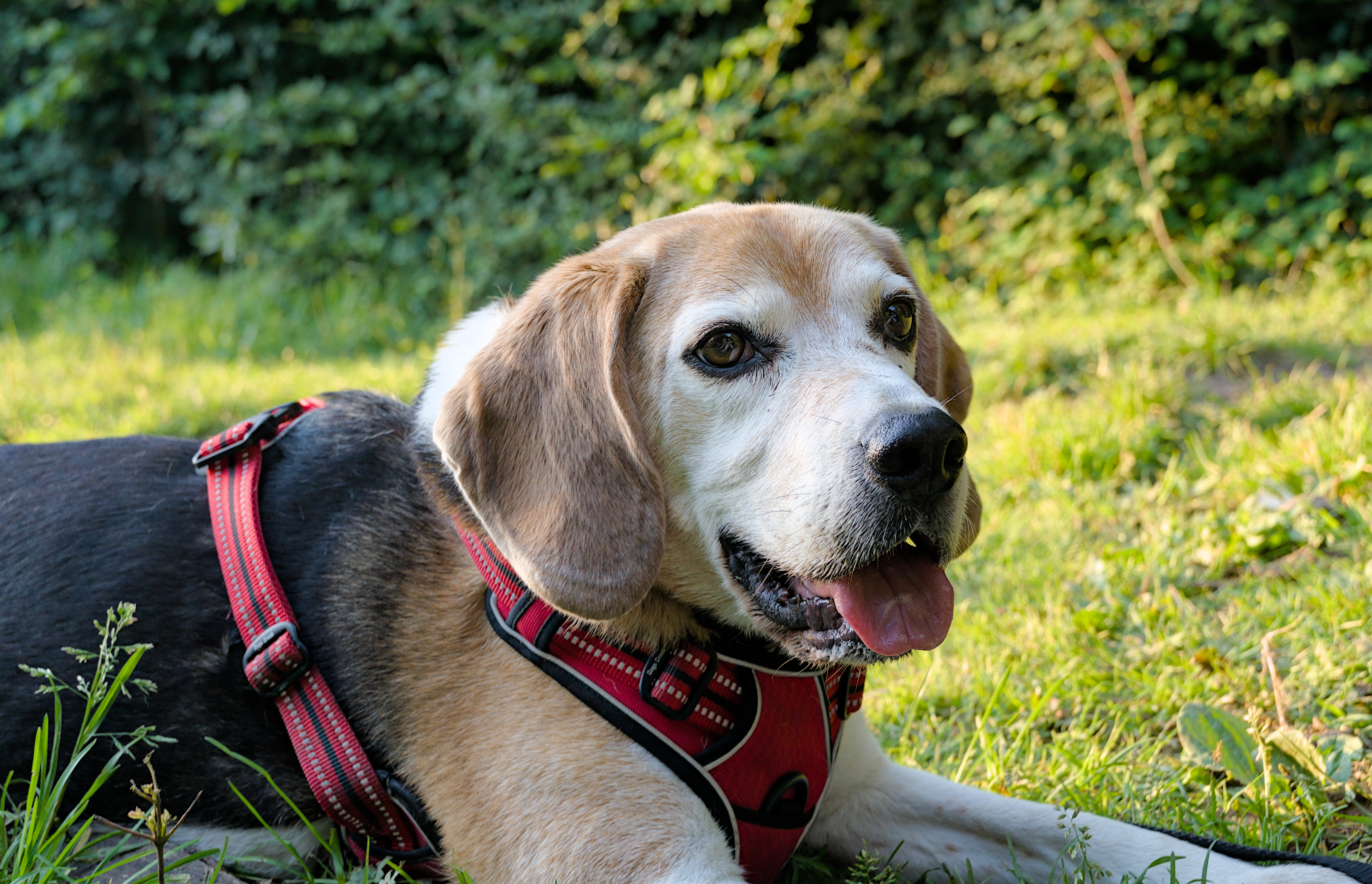
Portrait d'un beagle.

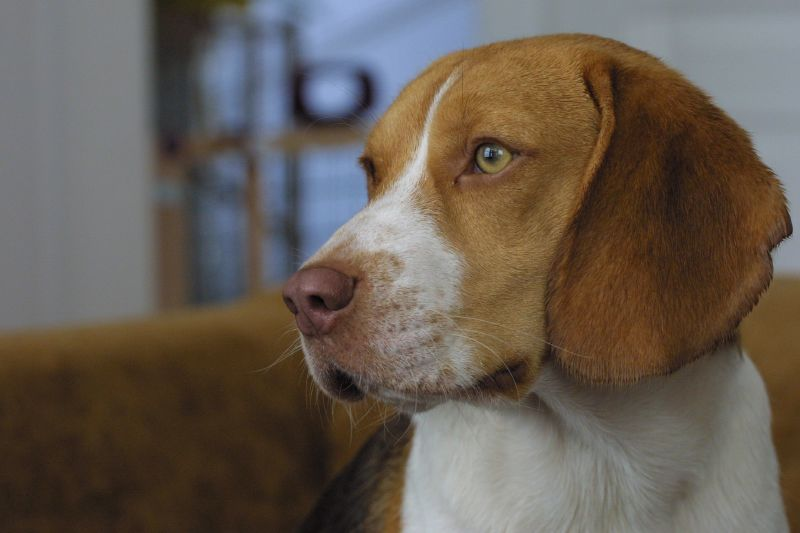
La truffe de couleur foie est tolérée pour les sujets bicolores blanc et roux.

L’apparence générale du beagle rappelle celle du foxhound anglais en miniature, mais la tête est plus large avec un museau plus court, l’expression faciale complètement différente et les pattes sont plus courtes en proportion d’avec le corps. Le corps est compact, avec des pattes courtes mais bien proportionnées : il ne faut pas qu'il ressemble à celui d'un basset. Le standard anglais précise que le beagle a « une impression de distinction dénuée de tout trait grossier ».
Le standard recommande une taille entre 33 et 40 cm au garrot mais des tailles proches (de l'ordre du centimètre) de cette fourchette sont tolérées. Le beagle pèse entre 12 et 17 kg, les femelles étant en moyenne légèrement plus petites que les mâles.
Il a un crâne bombé, un museau carré et une truffe noire (parfois de couleur foie). La mâchoire est forte avec une dentition bien alignée et des babines bien dessinées. Les yeux sont larges, noisette ou marron foncé, avec un léger regard suppliant de chien courant. Les oreilles larges sont longues, douces et au poil court, s’incurvant au niveau des joues et s’arrondissant à hauteur des lèvres. L'attache et la forme de l'oreille sont des points importants pour la conformité du standard : l'implantation de l'oreille doit être dans une ligne reliant l'œil et la pointe de la truffe, l'extrémité est bien arrondie et atteint presque l’extrémité du nez lorsqu’on l’étire en avant.
Le cou est fort, mais de longueur moyenne ce qui lui permet de sentir le sol sans difficulté, avec peu de fanons (peau de cou lâche). La poitrine large se rétrécit sur un abdomen et une taille fuselés, et une courte queue légèrement incurvée qui se termine par un fouet blanc. Le corps est bien délimité par une ligne du dessus (ligne du dos) droite et de niveau et un ventre qui n’est pas exagérément relevé. La queue ne doit pas s’enrouler sur le dos, mais rester droite quand le chien est actif.
Les membres antérieurs sont droits et bien placés sous le corps. Les coudes ne tournent ni en dehors, ni en dedans, et sont situés à peu près à la moitié de la hauteur au garrot. L'arrière-main est musclée, avec des jarrets fermes et parallèles, ce qui permet une poussée motrice importante, nécessaire à tout chien de travail.

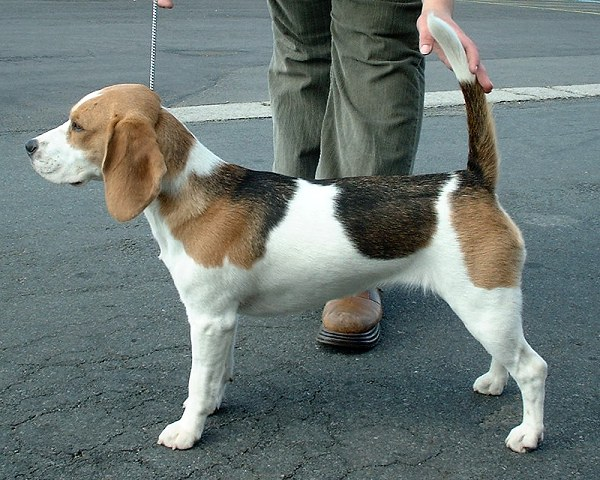
Beagle présenté à une exposition canine.
Taille du beagle par rapport à l'homme.

### Robe

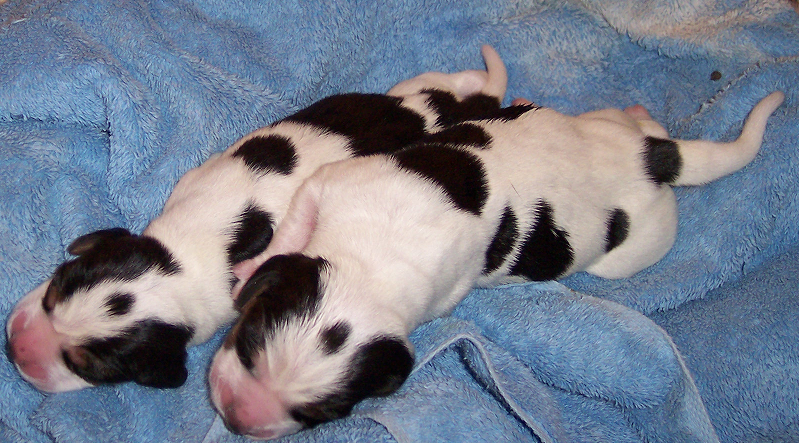
À la naissance, les beagles tricolores sont noir et blanc : le marron apparait avec le temps.

Le standard du beagle précise que « le poil du beagle est court, dense et résistant aux intempéries », ce qui signifie que c’est un chien capable de rester dehors par tous les temps, et qu’il est avant tout un chien de chasse robuste avant d’être un chien de compagnie. Les couleurs admises par le standard sont celles des chiens courants anglais. La couleur foie n'est pas autorisée par le Kennel Club mais par l'American Kennel Club. L'ensemble de ces couleurs sont d'origine génétique et certains éleveurs essaient de déterminer les allèles des géniteurs afin d'obtenir la robe désirée.
Les chiens tricolores ont un pelage blanc avec des taches noires et marron. Toutefois, de nombreuses variations de couleurs sont possibles, le marron s'étalant sur une plage de couleur allant du chocolat au roux très clair, ainsi que de motifs : du « classic tri » avec des taches aux couleurs bien dissociées, au « faded tri » (dilution de la couleur marron dans le noir) ou encore les beagles « pie », dont les couleurs forment des taches sur un fond majoritairement blanc. Les beagles tricolores naissent le plus souvent noir et blanc. Les aires blanches sont définitives dès huit semaines mais les zones noires peuvent ternir en brun durant la croissance (le marron peut mettre un à deux ans avant de se développer). Quelques beagles changent graduellement de couleur pendant toute leur vie et peuvent perdre leur couleur noire.

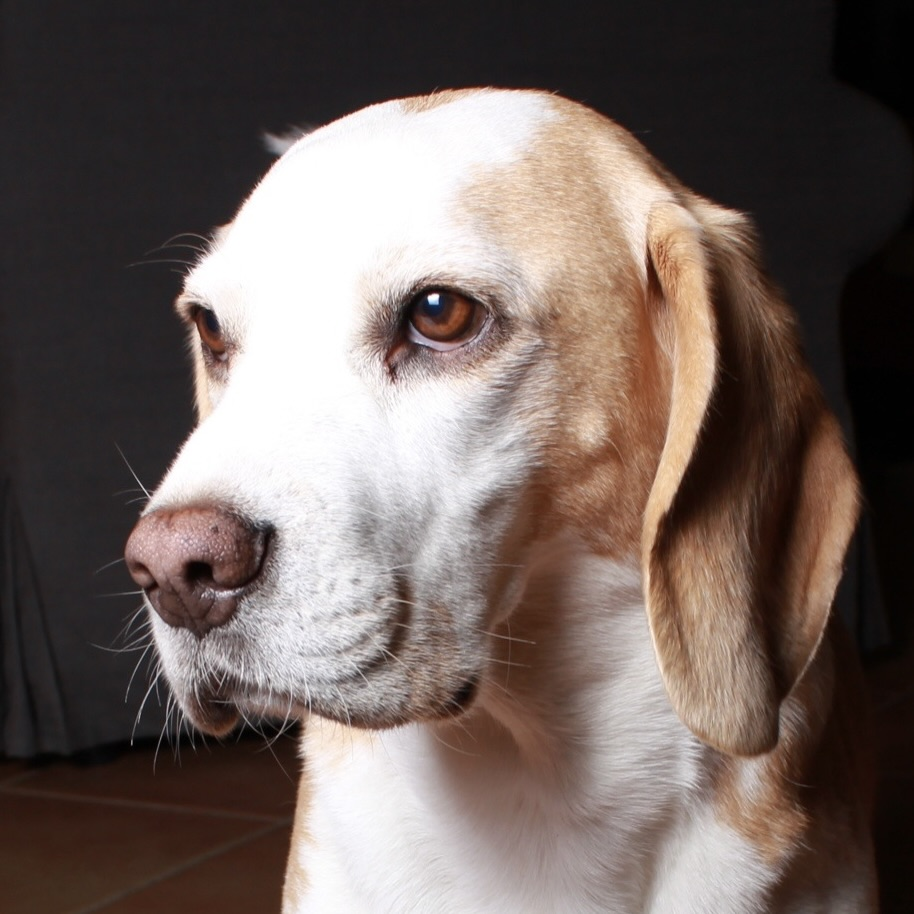
Beagle bicolore

Les chiens bicolores ont toujours une base blanche avec des taches d’une seconde couleur. Le feu et blanc est la couleur la plus commune des beagles bicolores, mais il y a une large palette d’autres couleurs comme lemon (citron), un marron très clair proche du crème, rouge (roux très marqué), marron, foie, marron foncé et noir. La couleur foie est peu commune et certains standards ne l’acceptent pas ; elle est souvent associée à des yeux jaunes.
Les variétés tiquetées ou marbrées sont de couleur noire ou blanche constellée de petites taches colorées comme le beagle blue-mottled aussi appelé beagle bluetick, qui a des taches qui paraissent bleu nuit, de manière similaire à la robe du petit bleu de Gascogne. Quelques beagles tricolores ont aussi cette robe particulière>,.
La seule robe unie autorisée est la robe blanche, c'est une couleur très rare. Quelle que soit la robe du beagle l'extrémité de sa queue doit être munie de longs poils blancs formant un panache. Ce fouet blanc a été sélectionné par les éleveurs pour que le chien soit visible même si sa tête est baissée au sol, lorsqu’il piste une proie.
Deux robes supplémentaires, non reconnues par les clubs canins, existent : le beagle bleu norvégien (Norwegian blue beagle), aussi appelé beagle bleu russe (Russian blue beagle) dont la robe est merle, c'est-à-dire gris clair et parsemée de taches plus foncées, et le beagle bringé. Ces deux nouveaux types de robe sont des résultats de croisements avec d'autres races.

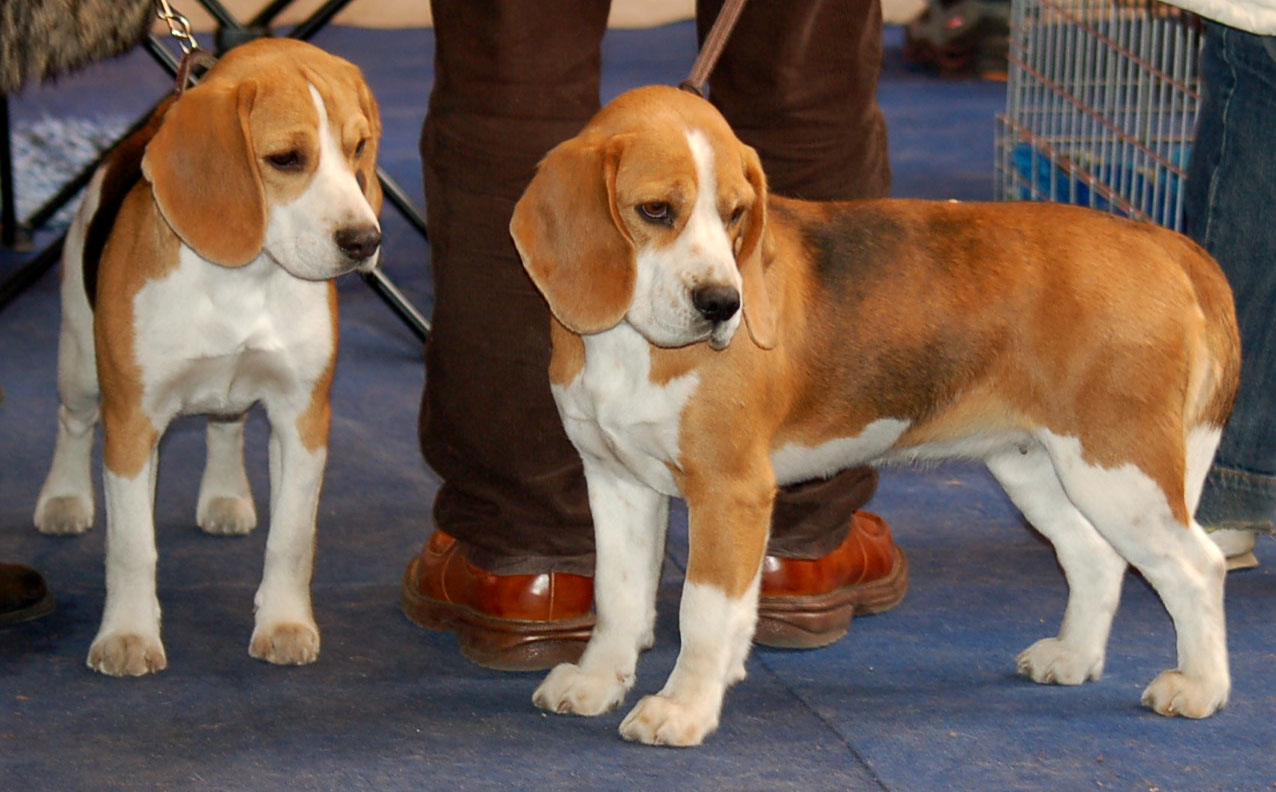
Une paire de beagles à la robe tricolore « faded ».
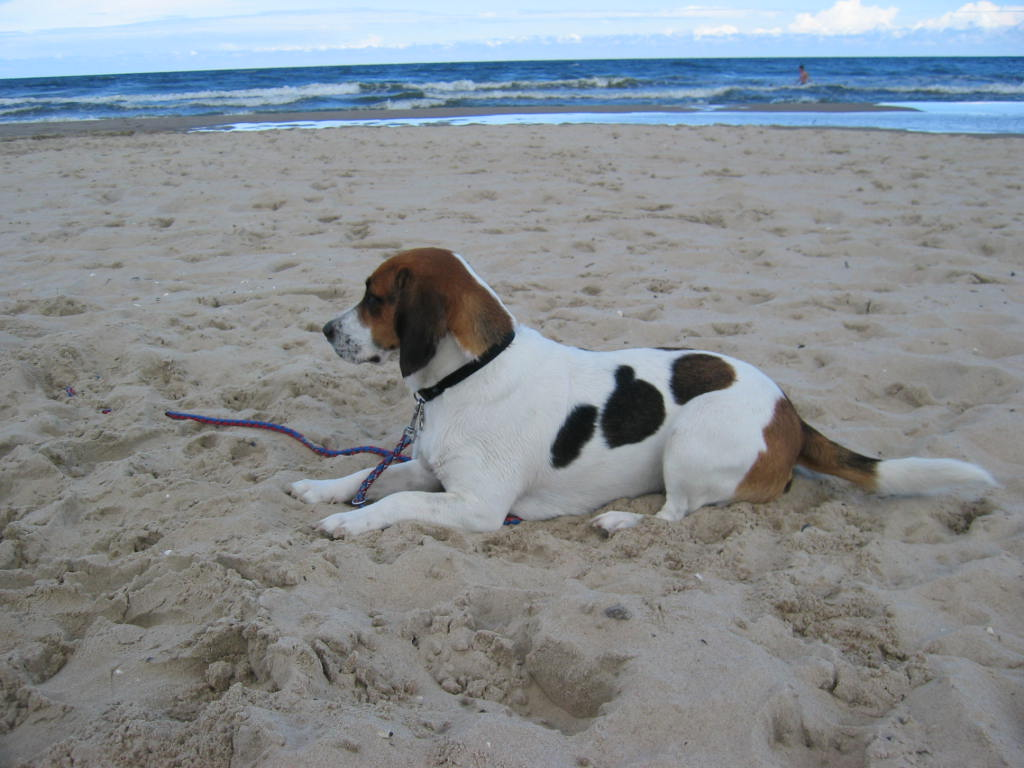
Beagle tricolore pie.
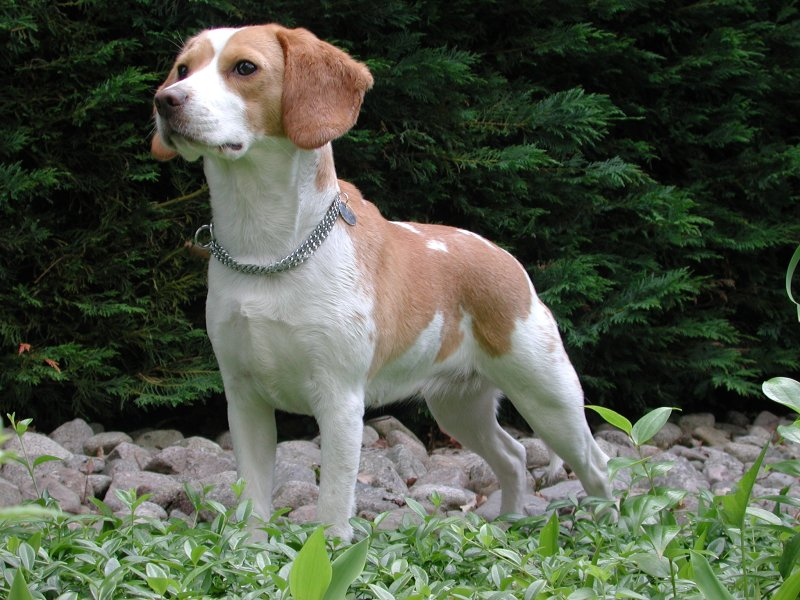
Beagle bicolore.
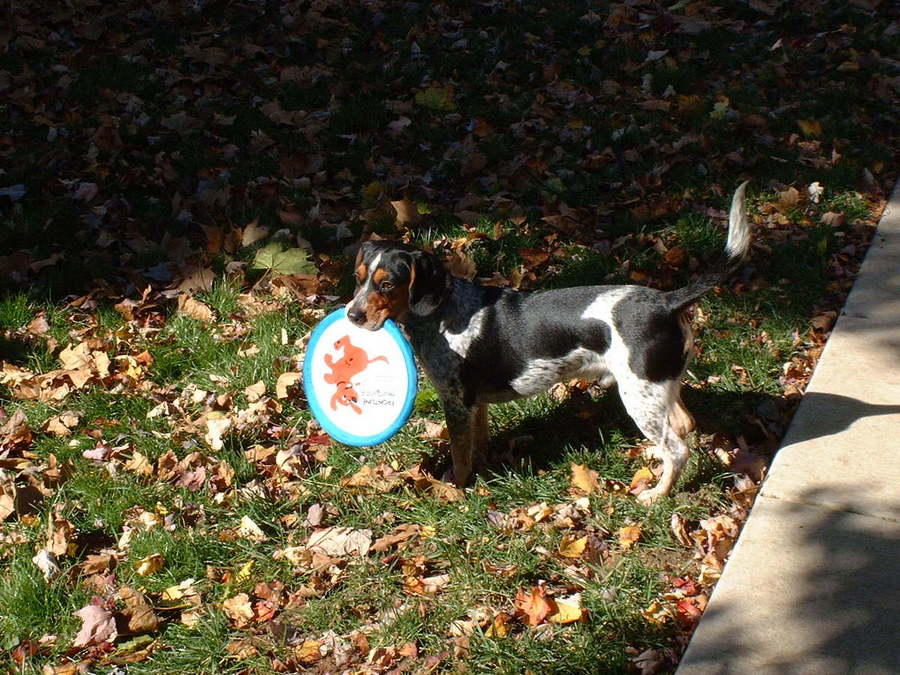
Beagle blue-mottled ou bluetick.

### Odorat
Avec le chien de Saint Hubert, le beagle est le chien au sens de l’odorat le plus développé. Dans les années 1950, John Paul Scott et John Fuller commencèrent une étude de treize ans sur le comportement canin. Ils testèrent l’odorat de différentes races en mettant une souris dans un champ d’une acre et en mesurant le temps mis pour la retrouver. Le beagle la retrouva en moins d’une minute, tandis que le fox terrier la retrouva en quinze minutes et que d'autres races, comme le Scottish Terrier, n'y parvinrent pas. Le beagle sent le sol et n’est pas très bon pour détecter une piste dans l’air.

### Variétés

#### Différences dans les standards
L’American Kennel Club et le Canadian Kennel Club reconnaissent deux variétés séparées de beagle : le « 13 pouces » pour les beagles mesurant moins de 33 cm et les « 15 pouces » pour les chiens entre 33 et 38 cm. Le Kennel Club et les clubs affiliés à la Fédération cynologique internationale ne reconnaissent qu’un seul type, mesurant de 33 à 41 cm. Des variétés anglaises et américaines sont parfois mentionnées. Cependant, il n’y a aucune reconnaissance officielle de ces deux variétés.
Le standard américain reconnaît la couleur foie alors qu'elle est clairement interdite pour le standard britannique.

#### Le patch hound ou patch beagle
Une souche connue sous le nom de patch hound a été développée par Willet Randall et sa famille depuis 1896 spécialement pour la chasse au lapin. Cette variété n’est pas nécessairement tachetée.

#### Le beagle Élisabeth
Des races miniatures de chiens ressemblant au beagle sont connues depuis le règne de Édouard II d’Angleterre et Henri VII d’Angleterre, tous les deux ayant des meutes de glove beagles, appelés ainsi parce que ces chiens entraient dans les poches des selles des chevaux. La reine Élisabeth avait une race appelée pocket beagle, qui mesurait 20 à 23 cm au garrot, assez petit pour rentrer dans un sac (« pocket ») ou une sacoche. Les chiens de grande vénerie couraient après la proie sur les terrains dégagés, et après les chasseurs lâchaient les petits chiens pour continuer la traque sur des terrains embroussaillés. Élisabeth Ire en parle comme ses « singing beagles » et divertissait souvent ses invités en laissant ses beagles miniatures cavaler parmi les assiettes et les verres sur la table.
Le poète et écrivain du XVIIe siècle Gervase Markham parle du beagle comme étant assez petit pour s’asseoir dans les mains d’un homme. Le standard du beagle Élisabeth existe en 1890 et il stipule que sa taille ne doit pas dépasser dix pouces (25,4 cm) ; cette lignée est désormais éteinte, bien que des éleveurs aient tenté de recréer la variété.
Dans les années 1970, l'américain Robert Mock entreprend de rétablir la race sous le nom de « Olde English Pocket Beagle » à partir de spécimens qui auraient survécu aux États-Unis. Il fonde en 1999 The Olde English Pocket Beagle (OEPBR), le premier registre d'élevage de la race qui enregistre environ 1 200 sujets dans les années 2000. En France, les premiers Old English Pocket Beagle sont importés en 2009 et le Club Canin Français du Olde English Pocket Beagle et du Pocket Beagle est formé pour promouvoir et développer la race. Toutefois, aucune fédération cynologique ne reconnaît le Old English Pocket Beagle (ou même une variété de petite taille, peu importe l’appellation) comme une race. L'American kennel club considèrent que ces petits beagles sont en fait le résultat d’une mauvaise descendance (beagles hors standard) ou atteints de nanisme.

### Épreuve de travail
Le beagle peut participer à une épreuve de travail pour les chiens courants où ses qualités de chien de chasse sont évaluées avant ses qualités esthétiques. Il n'existe pas de standard de travail codifié. Le beagle est la seule race à pouvoir concourir dans toutes les catégories d'épreuves de chasse pour chiens courants. Le récri doit être harmonieux et refléter l'intensité de la chasse, la tête est collée à la piste, la queue est bien droite. La chasse doit être gaie, rapide et le rythme est soutenu. Le beagle montre un esprit d'initiative lorsque la piste est perdue.

### Caractère

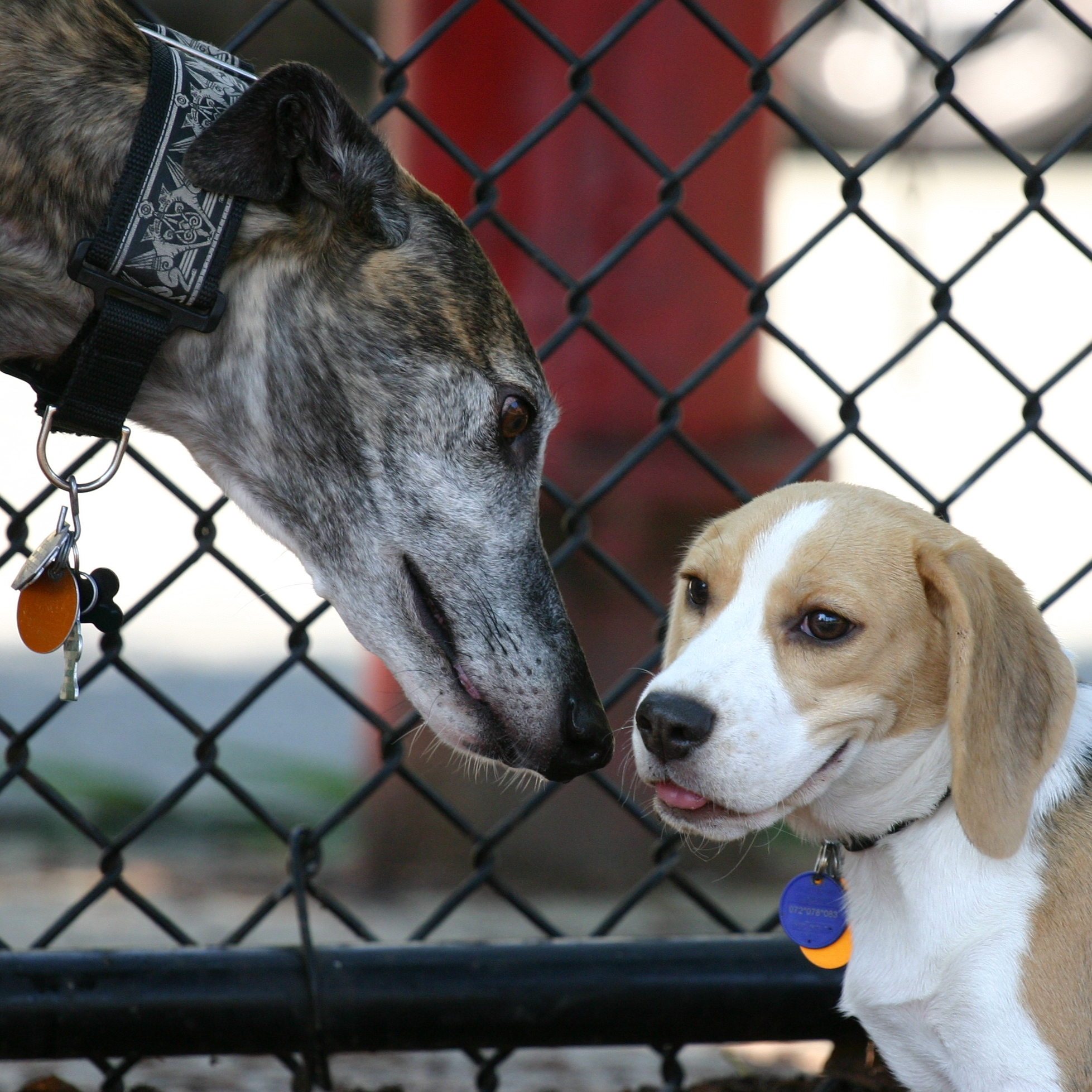
Le beagle est sociable avec les autres chiens (ici, un lévrier greyhound).

Le beagle a un tempérament doux et de bonne disposition, pacifique. Décrit dans de nombreux standards comme gai, il est aimable et en général ni agressif, ni timide. Réputé gentil et très affectueux, il se montre un compagnon attachant. Bien qu’il puisse être distant avec les étrangers, il aime la compagnie et est en général sociable avec les autres chiens.
Une étude de Ben et Lynette Hart faite en 1985, montre qu’il est considéré comme la race ayant le plus haut niveau d’excitabilité devant le yorkshire, le cairn terrier, le schnauzer nain, le west highland white terrier et le fox terrier,. Le beagle est intelligent, mais ayant été élevé pendant des années pour poursuivre des animaux, il est aussi têtu et entêté, ce qui peut le rendre difficile à dresser. Il est en général obéissant lorsqu’il y a une récompense à la clef mais est facilement distrait par les odeurs autour de lui. En 1994, dans son livre The Intelligence of Dogs, Stanley Coren classe le beagle au 72e rang, ce qui en fait selon lui une race au faible potentiel d’obéissance et de travail.
Bien qu'il risque parfois d'être brusque sans le vouloir, le beagle est parfait pour les enfants de tout âge, car très joueur : c’est l’une des raisons qui en fait un chien de compagnie populaire pour les familles. C’est un chien habitué aux meutes et il peut être atteint d’anxiété de séparation. Il n'est pas un bon chien de garde, même s’il aboie ou hurle lorsqu’il est confronté à quelque chose d’inhabituel. Tous les beagles ne hurlent pas mais certains aboieront lorsqu’ils sentiront l’odeur d’une proie potentielle.

## Utilité

### Chien de chasse

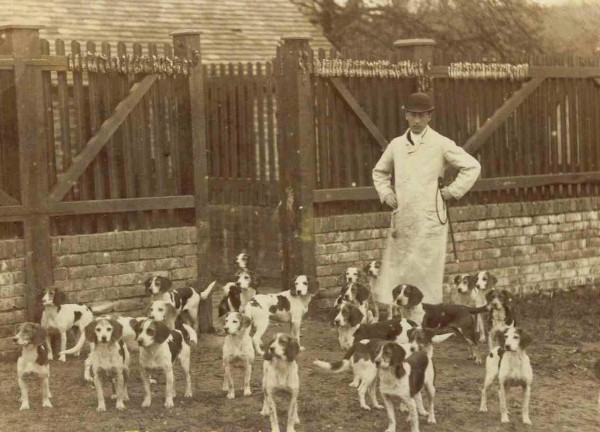
Meute de beagles.

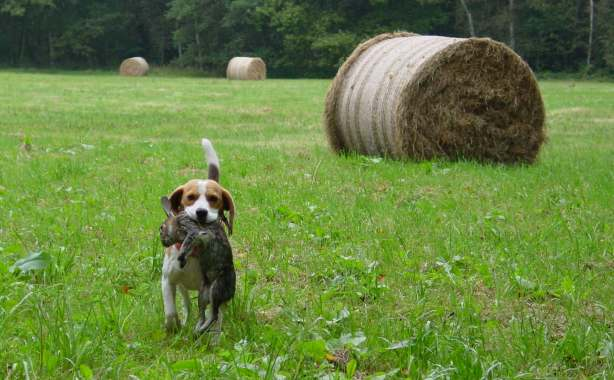
Le beagle peut aussi être un chien de rapport.

Historiquement, la race a été développée en Angleterre pour la chasse à courre du lièvre : les beagles étaient vus comme les compagnons de chasse idéaux par les anciens qui pouvaient les suivre à cheval sans se fatiguer, par les jeunes qui les suivaient sur des poneys et pour les plus pauvres à pied. Avec la mode des chasses rapides, le beagle, trop petit, tombe en désuétude, mais est toujours employé pour la chasse au lapin. Chasser le lièvre avec une meute de beagles redevient populaire au milieu du XIXe siècle. La chasse à courre du lièvre est à présent illégale en Écosse depuis le Protection of Wild Mammals (Scotland) Act 2002 et en Angleterre et au pays de Galles depuis le Hunting Act 2004.
Chasser avec des beagles à pied est considéré comme idéal pour les jeunes personnes et de nombreuses écoles privées britanniques entretiennent par tradition une meute de beagles. Des meutes sont toujours entretenues par les écoles et les universités britanniques suivantes malgré les protestations des associations anti-chasse : Eton, Marlborough, Wye, Radley, le Royal Agricultural College et Christ Church. Cependant, une meute du Wye College dans le Kent a été volée par le front de libération des animaux en 2001.
La meute traditionnelle à pied est constituée de plus de 70 beagles, menée par un maitre d'équipage assisté par un nombre variable de valets – dont le travail consiste à retrouver les chiens égarés. Ce sont des chiens faciles à ameuter, : ils courent très proches les uns des autres ce qui est très utile pour une longue chasse, car cela évite de perdre des chiens et la piste du gibier. Les beagles peuvent aussi être employés seuls ou en couple.
La chasse au leurre est populaire là où la chasse est interdite ou pour les propriétaires qui ne souhaitent pas participer à une mise à mort tout en souhaitant tout de même voir à l'œuvre les qualités de leurs chiens.
En France, 95 % des propriétaires de beagle sont des chasseurs. Bien qu'étant incontournable pour les équipages de petite vénerie, la race est surtout utilisée pour la chasse à pied du gibier à poil tel que le lapin et du lièvre. Il est également le chien courant le plus utilisé pour la chasse au chevreuil. Il chasse le renard dans l'ouest de la France et le sanglier dans le Midi.
Aux États-Unis ils sont employés principalement pour la chasse au lapin depuis les premières importations. Le tableau de chasse des beagles inclut aussi le lièvre d’Amérique, le lapin d’Amérique, des oiseaux, le chevreuil, le cerf élaphe, le lynx roux, le coyote, le sanglier et le renard, et quelques cas de chasse à l’hermine sont recensés,. Dans la plupart de ces cas, le beagle est utilisé comme rabatteur. Le beagle est mieux taillé pour la chasse au lièvre que le harrier, en raison de son odorat très fin et de son endurance. Dans les sous-bois épais, ils sont aussi préférés aux épagneuls pour la chasse au faisan.

### Chien de détection

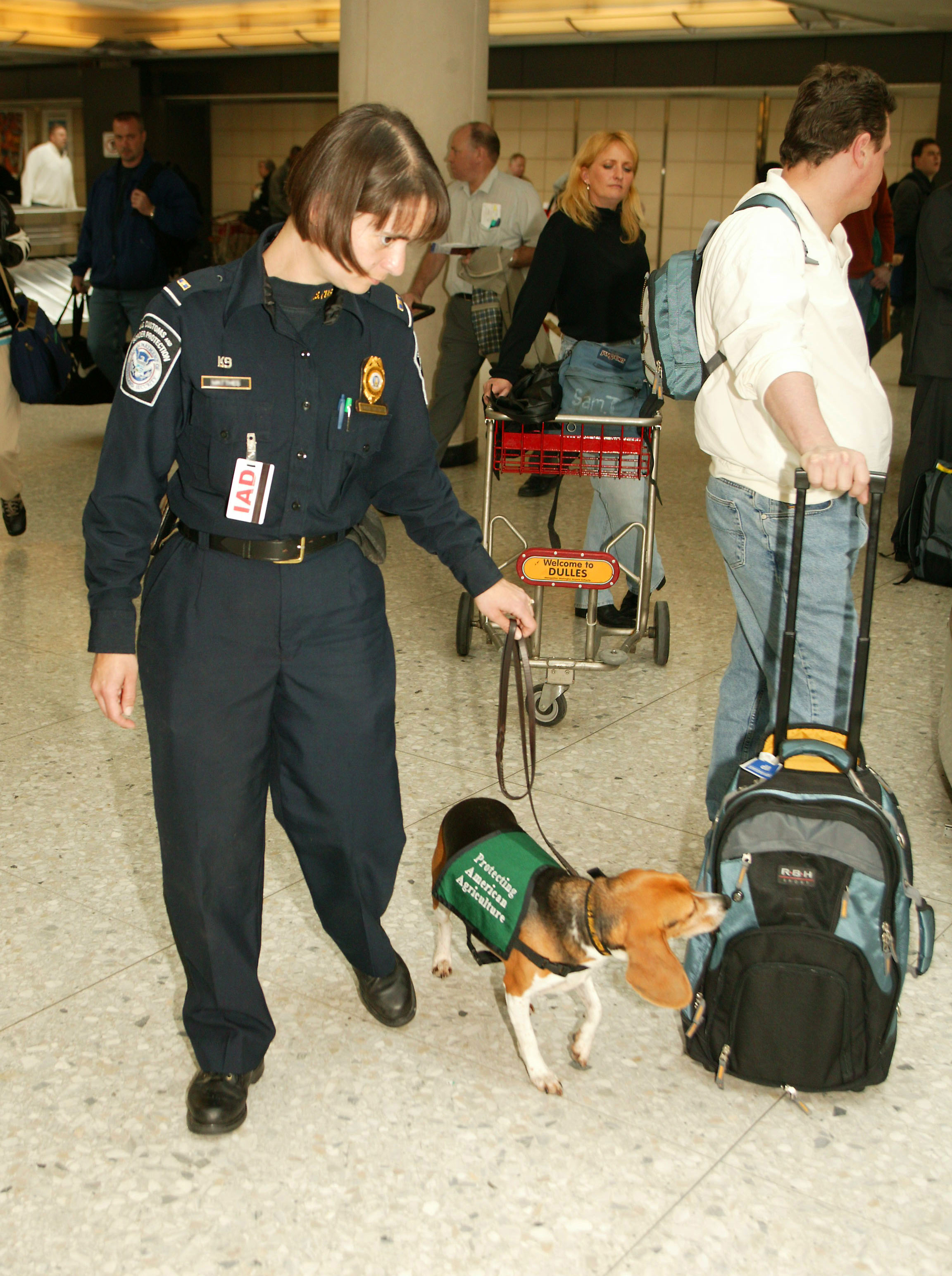
Les beagles ont un nez très fin. Ce chien est employé par le service des frontières des États-Unis.

Les beagles sont utilisés comme chiens de détection dans la Beagle Brigade par le département de l’Agriculture des États-Unis. Ces chiens détectent la nourriture dans les bagages entrant aux É.-U.. Après avoir essayé différentes races, les autorités ont choisi les beagles parce qu’ils sont petits et peu effrayants pour les gens cynophobes, faciles à entretenir, intelligents et bons travailleurs à condition d’obtenir une récompense. Ils font le même travail dans d’autres pays comme en Nouvelle-Zélande (Ministry of Agriculture and Forestry), en Australie (Australian Quarantine and Inspection Service), au Canada, au Japon et en république populaire de Chine. Des races plus grandes sont en général utilisées pour la détection des explosifs, qui nécessite de pouvoir grimper sur les bagages, ce qui n’est pas simple pour un beagle.
Les beagles sont utilisés comme chiens de détection des termites en Australie et ont été signalés comme candidats possibles comme chien anti-drogue et anti-explosif,.
À la suite des Jeux olympiques de Paris 2024, un beagle a été déployé à l'aéroport de Séoul (Corée du Sud) afin de détecter les bagages contaminés par des punaises de lit.

### Chien de laboratoire
Le beagle est la race de chien la plus utilisée pour des tests sur animaux, en raison de sa taille et de son naturel doux. Sur les 8 018 chiens utilisés au Royaume-Uni en 2004, 7 799 sont des beagles (97,3 %) ; en 2005, ce pourcentage diminue à 96,6 %. Aux États-Unis, où la race de chien utilisée n’est pas spécifiée, le nombre annuel de tests effectués sur les chiens a diminué de deux tiers, passant de 195 157 en 1973 à 64 932 en 2004. En France, la race est également non spécifiée, mais le nombre de chiens utilisés dans les laboratoires est stable depuis 2001, avec en moyenne 5 500 chiens ; pour un éleveur français, la vente de beagles à des laboratoires est un motif d'exclusion au club de la race. Au Japon, la loi n'exige pas que l’espèce et le nombre d’animaux soit révélés.
Au Royaume-Uni, les beagles de laboratoire sont « produits » spécialement dans ce but par des sociétés comme Harlan, qui doivent obtenir une autorisation pour élever ses chiens destinés à la science. Toutefois, les groupes anti-vivisection ont rapporté des abus sur les animaux de laboratoire et exercé des pressions pour faire cesser ces activités qu’ils jugent barbares : par exemple, la société d’élevage Consort Kennels a fermé en 1997 sous la pression des associations pour le droit des animaux. En 1997, des images secrètement filmées par un journaliste indépendant dans le Huntingdon Life Sciences montrent le personnel frappant et criant sur les beagles de laboratoire.
Marshall BioResources, société américaine d'implantation aujourd'hui multinationale, a sélectionné dans ses centres d'élevages Marshall Farms (en), une lignée de beagles pour leur tempérament calme et doux. Cette population de beagles est commercialisée avec le statut de marque déposée « Marshall Beagle ». Ces activités ont fait l'objet de protestations en France de la part d'associations de défense des animaux qui estiment que les conditions de vie des chiens dans ces élevages ne sont pas satisfaisantes, ce que dément la société.
Les beagles sont utilisés dans de nombreuses disciplines : biologie fondamentale, médecine humaine appliquée, médecine vétérinaire, protection de l’environnement humain et animal,. Le test des cosmétiques sur les animaux est interdit dans les pays membres de l’Union européenne. Il est permis aux États-Unis s’il n’est pas possible de recourir à d’autres méthodes, mais quand il faut tester la toxicité des additifs alimentaires, des médicaments et de certains produits chimiques, la FDA utilise des beagles et des cochons vietnamiens comme substituts au test sur les hommes.

### Chien de compagnie
Le beagle est aussi un chien de compagnie très apprécié, bien qu'il soit davantage utilisé pour la chasse (seuls 4 à 5 % des beagles sont des chiens de compagnie). La race est mise en avant dans les médias sans être sur-médiatisée. Le physique sympathique et doux du beagle, ainsi que son gabarit réduit et son caractère amical, séduit les familles et les citadins. En France, le club de la race met en avant la polyvalence de la race, qui peut faire des activités telles que l'agility, du cani-cross ou encore du flyball. Ces utilisations restent cependant très ponctuelles, le beagle étant essentiellement un chien de chasse.
En raison de leur tempérament amical et de leur gabarit, ils sont aussi fréquemment utilisés en thérapie animale, visitant les malades et les personnes âgées dans les hôpitaux.

## Élevage

### Acquisition
En 2011, pour l'acquisition d'un chiot, le prix varie entre 600 et 1 000 euros en France selon la lignée et les prix obtenus par les reproducteurs. Il n'y a pas de différence importante entre le prix d'un chien destiné à la chasse, à la compagnie ou aux expositions. Le beagle de chasse est en moyenne un peu moins cher. Une saillie se négocie entre 500 et 1 000 euros. En France, les éleveurs sont nombreux, plus de 2 000 sont affiliés au club de la race.

### Santé

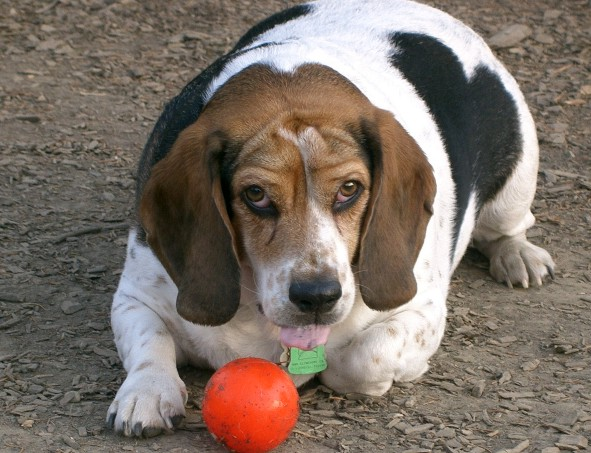
L'obésité peut survenir chez les chiens sédentaires ou âgés.

La longévité du beagle est en moyenne de 12,35 ans ce qui est une espérance de vie typique pour les chiens de cette taille.
La race est connue pour être rustique et ne connait pas de problèmes de santé spécifiques. La dysplasie de la hanche, commune aux harriers et aux grandes races, est rarement considérée comme un problème chez le beagle. Le beagle peut être atteint d'une forme de nanisme particulière, la chondrodystrophie, appelée plus familièrement Funny puppy, : le développement du chiot est lent et conduit à des malformations osseuses. Dans de rares cas, les beagles peuvent développer une arthrite auto-immune dans les articulations (attaque du système immunitaire sur les articulations) même jeunes. Les symptômes peuvent parfois être soulagés par un traitement aux corticoïdes,. Le beagle est prédisposé à l’hypothyroïdie,, à la méningoencéphalite granulomateuse (en),, au rétrécissement pulmonaire, et à l'hypercorticisme.
Les longues oreilles du beagle sont parfois sujettes à des infections. Les problèmes ophtalmologiques fréquents chez le beagle sont le glaucome et la dystrophie cornéenne ; le prolapsus de la glande de Harder et la distichiasis apparaissent parfois, ces deux maladies pouvant être soignées par chirurgie. Une défaillance du drainage nasolacrymal peut causer des yeux secs ou au contraire laisser s’écouler les larmes sur la face : l'hyposécrétion lacrymale est héréditaire chez le beagle. Les beagles à robe bleue peuvent également être atteints d'une alopécie des robes diluées, une maladie de peau pouvant être traitée mais jamais guérie.
Comme chien de chasse, il est sujet à des blessures mineures comme des coupures ou des entorses, mais, s’il est inactif, le problème récurrent est l’obésité car il mange tout ce qu’il trouve et il est redevable à ses propriétaires pour réguler son poids. Des parasites comme les tiques, les puces, les cestodes et les aoûtats ou encore des épillets peuvent rester cachés dans ses yeux, ses oreilles et ses pattes. Il peut être en contact avec de nombreux pathogènes, dont l'échinococcose, et les véhiculer. Cet animal est le premier à avoir été testé pour sa sensibilité à une souche du virus H5N1 de la grippe aviaire. L'étude en laboratoire a montré qu'après une inoculation expérimentale, il pouvait excréter le virus H5N1 durant quelques jours sans aucun symptôme. Plusieurs types de grippe canine existent, avec comme chez l'homme de possibles recombinaisons génétiques du virus dans un même organisme infecté. L'étude conclut que la planification de la lutte contre une pandémie devrait prendre en compte chiens et chats de compagnie.
Les beagles peuvent avoir un comportement connu comme l’éternuement inversé, pour lequel la respiration du beagle est bruyante comme s’il suffoque ou étouffe, mais l’air passe bien à travers la bouche et le nez. La cause exacte de ce comportement est inconnue, mais ce n’est pas dangereux pour le chien.

### Reproduction
Les portées sont en moyenne de cinq à six chiots. La croissance est terminée à douze mois.

### Spécificité de l'élevage
Le beagle est considéré comme une race facile à élever. En France, le choix des reproducteurs est aisé du fait de l'important cheptel qui permet de trouver facilement un bon géniteur. L'importation de reproducteurs est régulière depuis les années 1970. Les sujets sont importés du Royaume-Uni, mais également du Canada et de l'Europe de l'Est. L'Italie, l'Espagne et la Grèce importent des sujets français. La consanguinité est assez peu utilisée par les éleveurs.
En France, la ligne directrice de l'élevage est d'obtenir un beagle « beau et bon », c'est-à-dire qu'il n'y a pas de lignées consacrées au travail (chasse) et d'autres consacrées à la beauté. Les éleveurs considèrent que les meilleurs sujets sont capables de remporter les épreuves de travail et les expositions. Un chien ne peut être champion de beauté tant qu'il n'a pas obtenu un qualificatif « Très bon » au travail. Les caractères morphologiques à surveiller sont la ligne du dos qui doit être bien rectiligne, la qualité des aplombs et du poil, la couleur des yeux.

### Club de race
En France, une première association est créée en 1914 mais est dissoute lors de la Première Guerre mondiale. Le Club français du Beagle, Beagle-Harrier et Harrier est créé le 26 juillet 1921 au Grand Palais à Paris ; son président est alors le vicomte Bernard de Chabot. Les activités du club sont perturbées par la Seconde Guerre mondiale puis reprennent en 1946. L'association publie une revue d'information et organise en région trois à quatre spéciales d'élevage et une nationale d'élevage par an.

### Liens avec les autres races

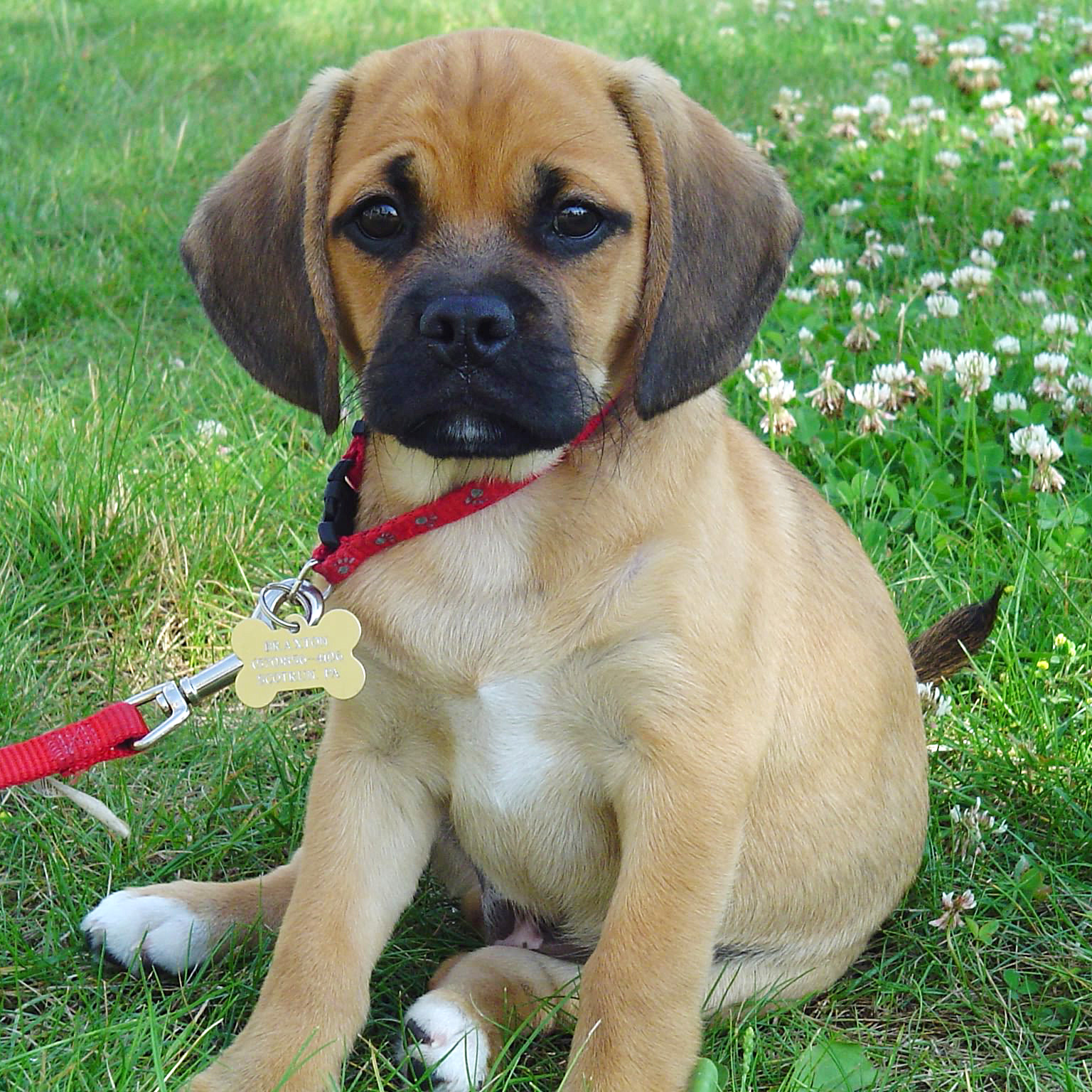
Le puggle partage les traits du beagle et du carlin.

Dans les années 1850, Stonehenge recommande un croisement entre un beagle et un scottish terrier comme chien de rapport : le fruit de ce croisement est un bon travailleur, silencieux et obéissant, mais il est petit et peut difficilement rapporter un lièvre. Le beagle a également servi à améliorer les races basset hound et basset artésien.
Plus récemment, la tendance est de croiser beagle et carlin pour obtenir le puggle, plus calme et demandant moins d’exercice qu’un beagle. Ce croisement est construit pour la vie en ville,,. D'autres croisements sont populaires, comme le bogle (boxer-beagle), le beabull (Bulldog anglais-beagle) ou encore le labbe (labrador-beagle).
La race a deux homonymes, le beagle-harrier et le kerry beagle.

## Apparitions dans la culture

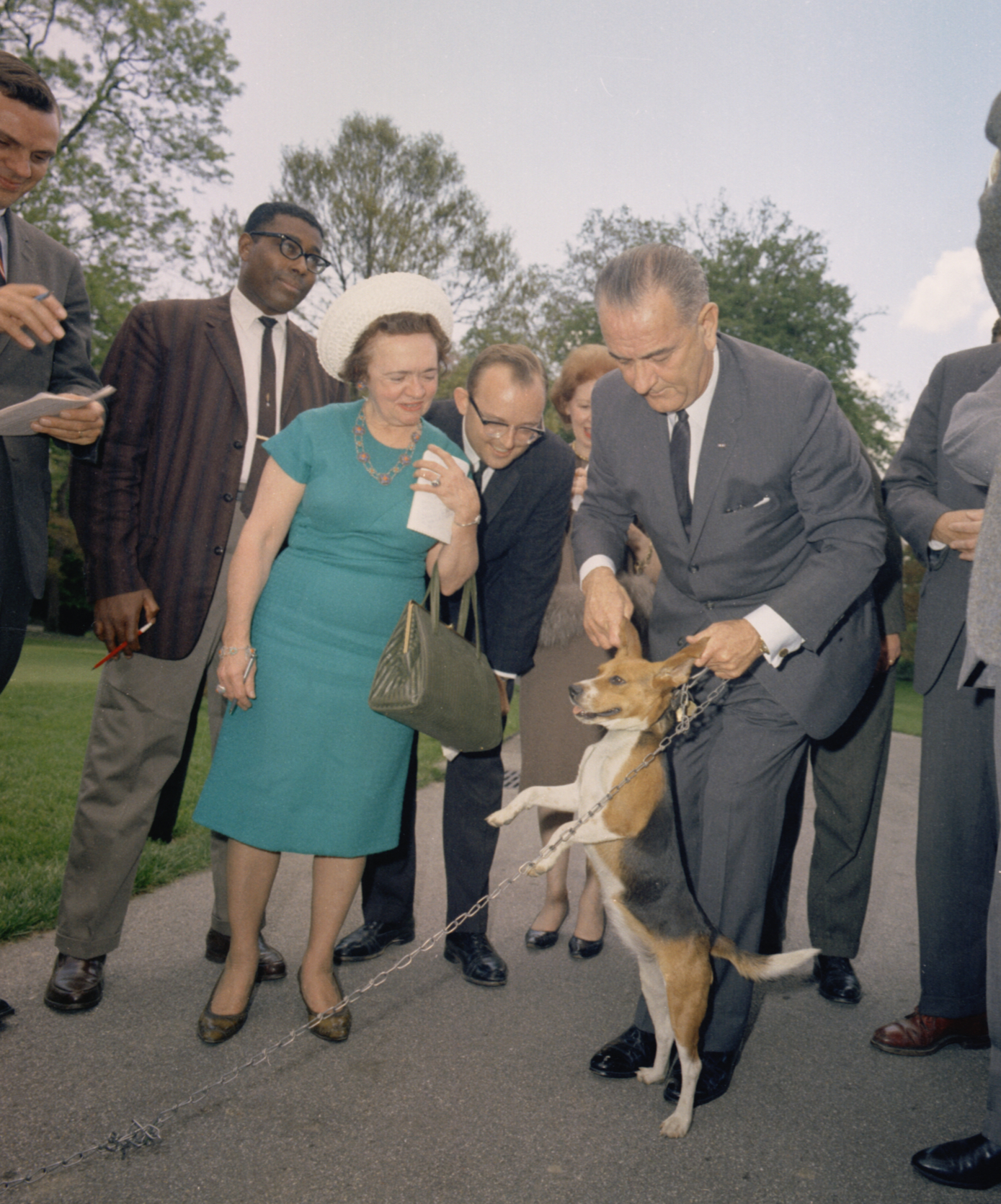
Le président Lyndon Johnson attrape son beagle par les oreilles durant une séance officielle à la Maison-Blanche.

Des références au beagle apparaissent dès le XVIe siècle dans les travaux d’écrivains tels que William Shakespeare, John Webster, John Dryden, Henry Fielding et William Cowper, et dans la traduction d’Alexander Pope de l’Illiade d’Homère. Par la suite, les références se multiplièrent.
Le beagle apparaît dans les bandes dessinées et les dessins animés : dans les années 1950 avec Snoopy, le personnage de Peanuts,,, Les Rapetou (The Beagle Boys en anglais) de Walt Disney, et Beegle Beagle, le compagnon de Grape Ape.
Il apparaît dans de nombreux films, avec quelques rôles principaux comme dans Comme chiens et chats (Cats and Dogs) et sa suite, Shaïlo (adaptation du livre de Phyllis Reynolds Naylor) et dans la version non-animée de Underdog. Les rôles secondaires sont nombreux avec entre autres Audition, The Monster Squad, la saga de Numéro Quatre ou encore dans certains films de Wes Anderson comme La Famille Tenenbaum (The Royal Tenenbaums) ou Fantastic Mr. Fox. À la télévision, le beagle Porthos est le chien dans Star Trek: Enterprise et la race apparaît également dans EastEnders, Les Années coup de cœur (The Wonder Years) ou encore To the Manor Born.
Bagel, l’un des deux beagles de Barry Manilow, apparaît de nombreuses fois sur les couvertures de ses albums. Le président américain Lyndon Baines Johnson avait de nombreux beagles et causa un tollé quand il attrapa l’un d’entre eux par les oreilles durant une séance officielle à la Maison-Blanche.
Le bateau sur lequel Charles Darwin fit son second voyage qui lui donna les bases de son livre de voyage Le Voyage du Beagle et l’inspiration pour le livre L'Origine des espèces s’appelait le HMS Beagle d’après la race de chien, comme il était de tradition dans la marine britannique. Il donna par la suite son nom à l’atterrisseur Beagle 2.

### Notes

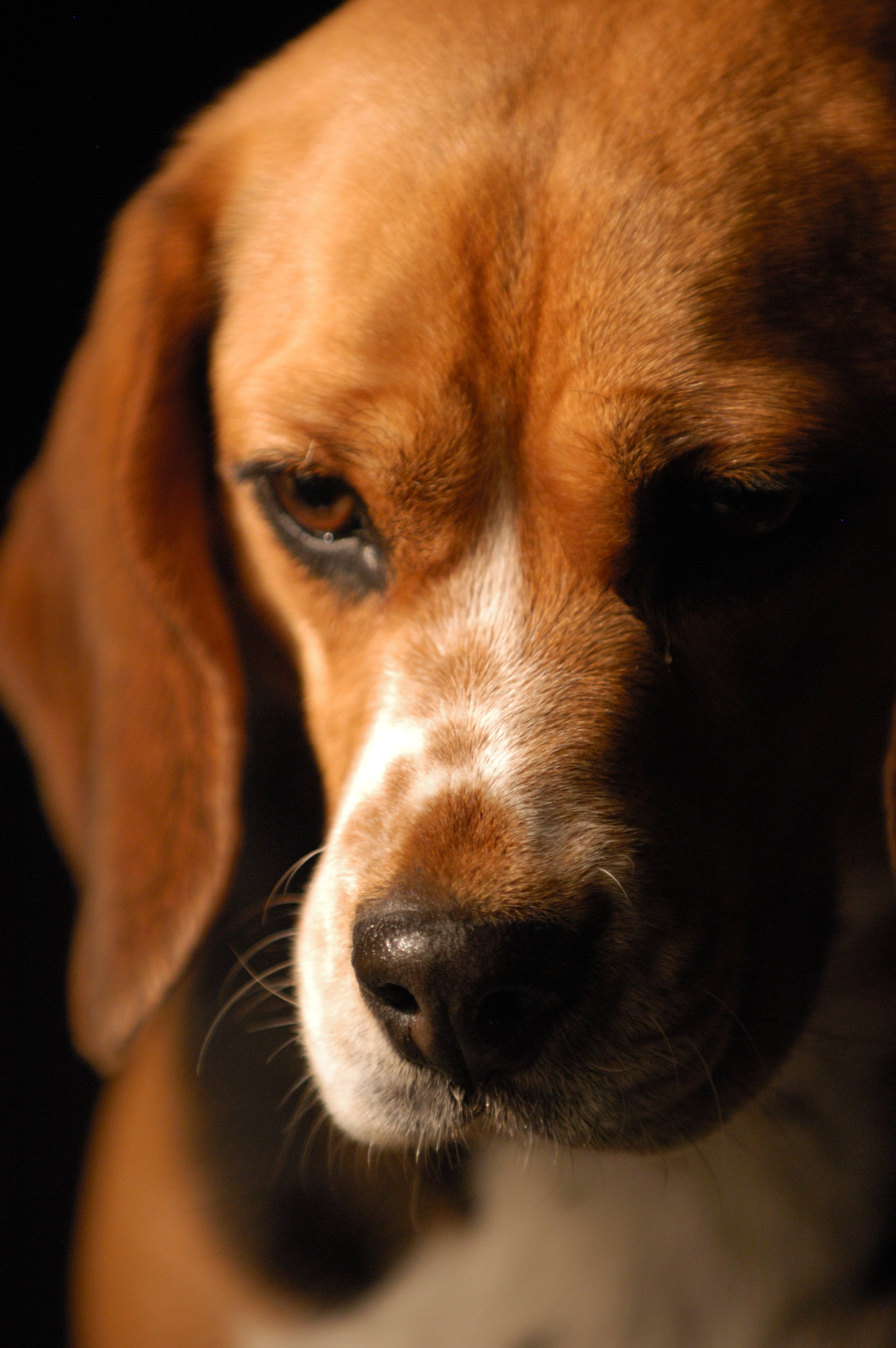
Portrait d'un beagle.

### Articles connexes

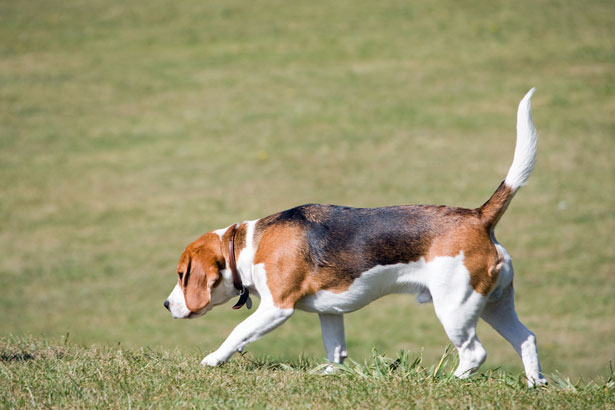
Un beagle tricolore.